# Gricel
Gricel es un tango compuesto por Mariano Mores en música  y por el poeta, José María Contursi en letra en el año 1942.

## Historia
Este famoso tango fue compuesto por José María Contursi en colaboración con el pianista Mariano Mores en el año 1942. La letra refiere al amor del letrista, llamada Susana Gricel Viganó (Buenos Aires, 15 de abril de 1920 – Villa Allende,  25 de julio de 1994).  Si bien Contursi estuvo casado con Alina Zárate con quien tuvo cuatro hijos; conoció a Viganó, cuya juventud y hermosura lo enamoraron.
A pesar de ello vuelve a su matrimonio dejando atrás este romance, aunque el dolor y remordimiento por este abandono lo siguieron toda su vida. Luego de años, José María enviuda y Susana es abandonada por su esposo y gracias a la ayuda de Ciriaco Ortiz en el año 1962 pueden reencontrarse. El amor se mantiene y se prolonga en el casamiento por iglesia en el año 1967 (él era viudo y ella era casada pero solo por casamiento civil). Vivieron juntos hasta el fin de sus días.

## Letra
No debí pensar jamás en lograr tu corazón y sin embargo te busqué hasta que un día te encontré y con mis besos te aturdí
sin importarme que eras buena. 
Tu ilusión fue de cristal, se rompió cuando partí pues nunca, nunca más volví ¡Qué amarga fue tu pena!
No te olvides de mí, de tu Gricel, me dijiste al besar el Cristo aquel y hoy que vivo enloquecido porque no te olvidé ni te acuerdas de mí ¡Gricel! ¡Gricel!
Me faltó después tu voz y el calor de tu mirar y como un loco te busqué pero ya nunca te encontré y en otros besos me aturdí ¡Mi vida toda fue un engaño!
¿Qué será, Gricel, de mí? 
Se cumplió la ley de Dios porque sus culpas ya pagó quien te hizo tanto daño.

## Versiones

### Versión Spinetta/Páez
Luis Alberto Spinetta y Fito Páez realizan una versión de "Gricel" en su álbum conjunto La la la de 1986, incluido como banda 3, del lado B, del Disco 1. Se trata del primer tango clásico interpretado por músicos de rock, en una época en la que las fronteras en la música popular argentina, entre folklore, tango y rock, estaban muy marcadas.
La inclusión de "Gricel" en el álbum fue una idea de Páez, mientras que la armonización la hizo Spinetta y su interpretación es uno de los momentos más altos del disco. El tema está interpretado a dúo, solamente por Fito Páez (segunda voz, piano y teclados) y Spinetta (primera voz y guitarra eléctrica), y cuenta con una serie de efectos especiales (choires, sonidos de trenes, etc.) realizados con un teclado Hammond B3, modificado por Farley Parkenfarker. 
Spinetta y Páez realizaron una interpretación de la canción de tono siniestro, poniendo el acento en la frase "no te olvides de mí". El crítico musical Ramiro Gigliotti dice que se trata de una "versión paranoide" del clásico tango de Mores y Contursi. En la muestra Los libros de la buena memoria realizada por la Biblioteca Nacional el 10 de noviembre de 2012 en homenaje a Spinetta, Fito Páez detalló cómo habían hecho "Gricel":

En un momento llega la grabación de Gricel, que se dividió en dos bloques: Uno fue en el estudio de abajo donde grabamos guitarra eléctrica y piano, que es la base que lleva el tema. Toda esa armonía es de Luis en su totalidad, salvo los últimos 4 acordes que sugerí que fueran esas formas dentro de la tónica del Do y Luis lo aceptó inmediatamente. Pero toda la armonización de Gricel fue hecha por Luis Alberto. Entonces lo que sucede allí es un momento único pero es más formal, son dos tipos tocando los acordes que sería la tela donde Luis iba a pintar. Iba a pintar todo el arreglo de Gricel.
Duró 3 horas esa sesión. Porque eso comenzó con él sentado en un sillón y otro hombre de espaldas que sería yo, que era yo, mucho más joven y con menos fernet encima, escuchando la voz de Luis, con un Farley. El Farley era un teclado digital de primerísima generación en esos años, no había muchos. Y tenía muchos sonidos de fx, sonidos que podían reproducir, como en el caso de Gricel, un tren. En un momento Luis me pidió el sonido de un tren y aquel bicho lo tenía. O pidió un contrabajo, como pidió una voces, me acuerdo que él le decía voces de monjas, unas voces que se llamaban “choire”.
Yo quise hacer una versión pop. Nunca hablamos de eso ¿sabés? Pero lo que sí, él decidió dejar esa forma. Entonces también podemos hablar de una adaptación o de una versión, mejor dicho. No un cover de Gricel ¿no? Y allí entra también la cosa linda de los tipos que versionan y es que toman el material y se apropian del material y hacen con eso lo que quieren. Entonces ahí se transforma en una composición propia. Hay una intervención sobre la obra del otro. Porque ya para hacerla como el otro está el otro. Y ahí es donde es muy importante cómo Luis Alberto va dictando esto. La primera estrofa es piano, guitarra y Luis.
La segunda estrofa termina con el “No te olvides de mi”, que eso era un efecto que después nos sirvió también para hacer la base de "Woysek". Es otro tema. Aquel toque siniestro que tiene la canción porque esa voz está casi pidiendo o reclamando de una manera tenebrosa que no se olvide de ella.
Después Luis pide un tren (grita). “Un tren poneme”. Entonces me puse a buscar en los fx y encontré un tren. Jaja. Porque él pedía eso. “Dame un tren”. No tenía medias tintas.
Después pide meter, en la próxima estrofa, un tamborcito para darle un color rítmico y un contrabajo. Entonces yo empecé a tocar la línea y él me dice: “No. Hacé (no me olvido más la palabra) tocalo en baión, con el tumbado". Entonces yo pensaba de dónde carajo conoce Luis el baión (risas). Escuchaba John McLaughlin. Escuchaba eso Luis. ¿De dónde conoce el baión? Pum. Y ese es el bajo que tiene Gricel. Y después pide las monjas, que le ponga los choires, unas voces, y una batería Simmons, que era ya la vuelta de la vuelta de la vuelta ¿Cómo vas a hacer Gricel con una batería Simmons? Ok. ¿Por qué no?
Fito Páez

### Otras versiones
- Mariano Mores
- Roberto Goyeneche
- Atilio Stampone
- Adriana Varela
- Mercedes Sosa
- Francisco Fiorentino
- Miguel Zavaleta
- Fats Fernández
- Lidia Borda
- Aníbal Troilo